# Kuntinaru
Kuntinaru — це вимерлий рід толіпевтинових броненосців, який існував у Болівії в пізньому олігоцені (вік Десеадан). Він відомий за голотипом MNHN-SAL 1024, череп без верхівки рострума, і паратипом MNHN-SAL 3, другий череп без верхівки рострума, знайдений у формації Салла, Салла, департамент Ла-Пас, Болівія. Його вперше назвали Гійом Біле, Ліонель От’є, Крістіан де Муйзон і Ксав’є Валентин у 2011 році, а типовим видом є Kuntinaru boliviensis.